# Nkonglet
Nkonglet est un village de la Région du Littoral du Cameroun, situé dans la commune de Ngambe. 

## Population et développement
En 1967, la population de Nkonglet était de 61 habitants, essentiellement des Babimbi du peuple Bassa. La population de Nkonglet était de 10 habitants dont 7 hommes et 3 femmes, lors du recensement de 2005.  